# La Côte Salanquaise (kanton)
La Côte Salanquaise er en fransk kanton beliggende i departementet Pyrénées-Orientales i regionen Occitanie. Kantonen blev oprettet pr. dekret 26. februar 2014 og er dannet af kommuner fra de nedlagte kantoner Saint-Laurent-de-la-Salanque (5 kommuner) og Rivesaltes (1 kommune). Kantonen ligger i Arrondissement Perpignan. Hovedbyen er Saint-Laurent-de-la-Salanque. 
Kanton La Côte Salanquaise består af 6 kommuner :
- Le Barcarès
- Claira
- Pia
- Saint-Hippolyte
- Saint-Laurent-de-la-Salanque
- Torreilles